# Halysidota striata
Halysidota striata là một loài bướm đêm thuộc phân họ Arctiinae, họ Erebidae.